# 波斯尼亞和黑塞哥維那—巴基斯坦關係
波斯尼亞和黑塞哥維那－巴基斯坦關係是指巴基斯坦伊斯蘭共和國和欧洲国家波斯尼亞和黑塞哥維那（通稱波士尼亞、波赫）之間的關係。两国于1994年11月16日建交。两国均为穆斯林人口占多数的国家，其中，巴基斯坦是伊斯兰合作组织的正式成员国，而波斯尼亚和黑塞哥维那则是伊斯兰合作组织的观察员国。

## 政治交流

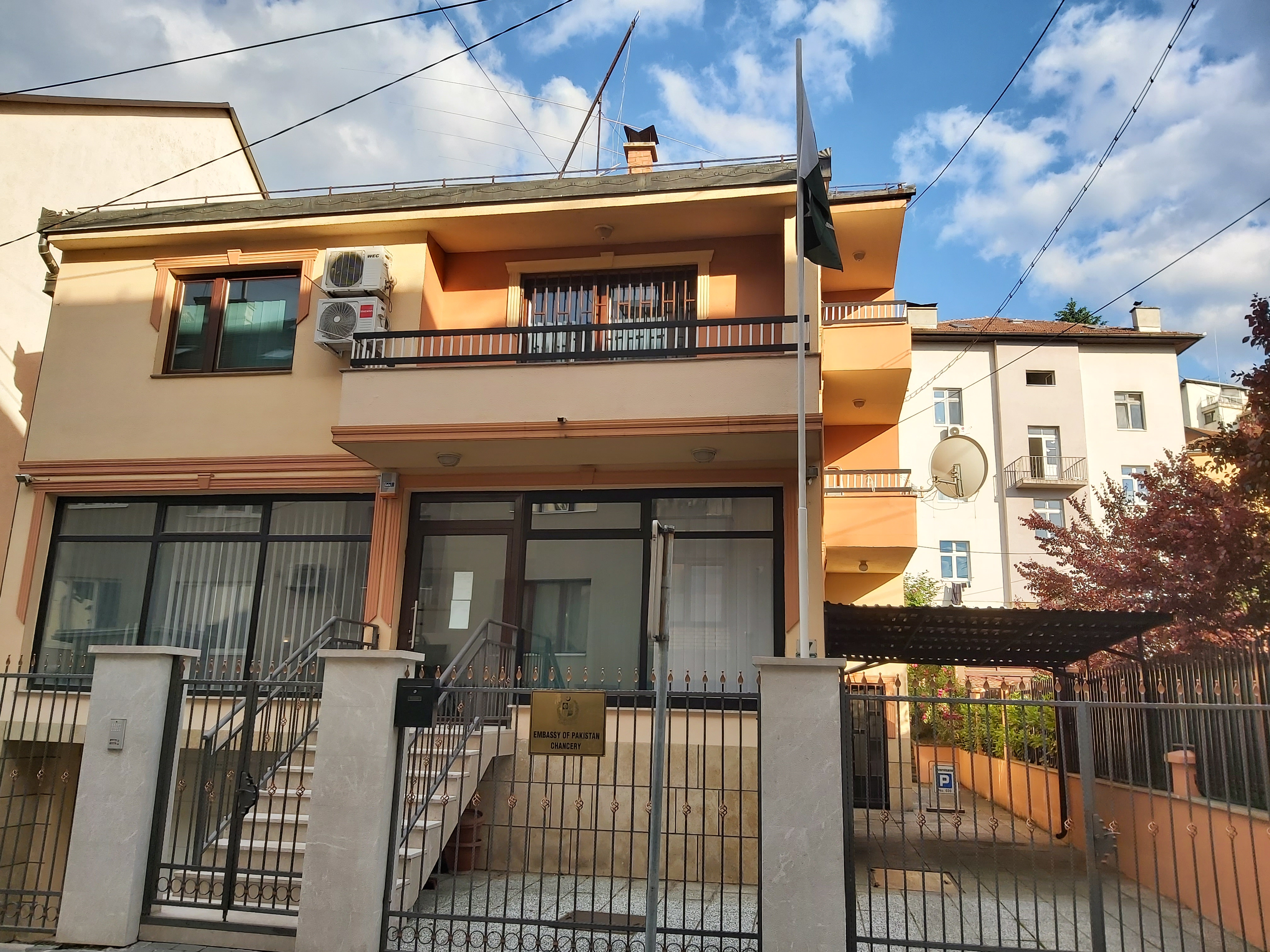
巴基斯坦驻波黑大使馆

1992年，波黑脱离南斯拉夫社会主义联邦共和国而独立，巴基斯坦政府于当年6月3日给予波黑外交承认，波黑与南斯拉夫聯邦共和國爆发了波士尼亞戰爭后，巴基斯坦政府在战争中支持波斯尼亚并谴责塞爾維亞人基于种族和宗教对穆斯林犯下的种族清洗罪行，并派遣军人参加联合国驻波黑维和部队。巴基斯坦总理贝娜齐尔·布托也在1994年访问波黑，以表达对于波士尼亞戰爭的抗议。1994年11月16日，巴基斯坦与波黑两国建立正式外交关系，此后双边关系友好顺利发展，高层互访不断。巴基斯坦國民議會也成立了巴波友好小组，以加强双边议会合作。
2012年，波黑主席团主席巴基爾·伊澤特貝戈維奇出访巴基斯坦，并与巴基斯坦签署了数份协议，以加强两国在国防、商务领域的合作，巴基斯坦也将向波黑出售武器。
2020年11月，波黑主席团轮值主席扎费罗维奇出访了巴基斯坦，并与巴基斯坦國會議長阿萨德·凯瑟举行了会谈，双方就提升两国议会的合作交流关系与经贸投资合作交换了意见。阿萨德·凯瑟也表示欢迎波黑企业参与巴基斯坦与中国一同开展的大型经贸投资项目。访问期间，扎费罗维奇还获得了巴基斯坦总统阿里夫·艾維授予“巴基斯坦最高公民奖章”。扎费罗维奇在与巴基斯坦外交部长沙阿·迈赫穆德·库雷希举行会谈期间，还表示克什米尔争端应该通过联合国安理会框架和平解决，并表达了对于印度治理下的查谟与克什米尔地区人权问题的关切。两国还签署了《重新接纳协议》，为波黑驱逐巴基斯坦籍难民提供了法律保障，2021年7月，该协议生效后，波黑政府开始逐步遣返试图通过波黑入境欧盟诸国的巴基斯坦难民，波黑政府也表示将会遣返更多不符合获得国际保护要求的巴基斯坦难民。

## 经贸交流
波黑经济状况欠佳，对外贸易总量较小，与巴基斯坦长期处于贸易逆差。据經濟複雜性研究中心统计，2020年，巴基斯坦与波黑的双边贸易额达到1097万美元，其中巴基斯坦出口1020万美元，主要出口产品有家居产品、服装、皮革等，波黑则向巴基斯坦出口了77.6万美元，主要出口牛皮纸、锯木等产品。
自21世纪初以来，波黑与巴基斯坦政府就开始加强经贸联系，并研议签署自由贸易协议的可能性，随后两国政府正式签署自贸协定，并开始就达成优惠贸易协定开展谈判。2020年，波黑主席团轮值主席扎费罗维奇出访巴基斯坦期间，两国政府签署了另一份贸易协定，为两国经贸的持续深化发展提供了法理依据。
在投资上，巴基斯坦与波黑双边政府均有兴趣参与一些大型投资项目、并加大对对方国家的投资。

## 人文交流
波士尼亞戰爭期间，巴基斯坦政府除了派遣军人前往波黑参加联合国维和部队的和平行动外，也接纳了一些因战争失去家园的波斯尼亚难民，其中大部分是妇女及儿童。而在2005年克什米尔大地震及2010年巴基斯坦洪災期间，波黑政府也为巴基斯坦提供了一些人道主义援助。现今，巴基斯坦与波黑也开始深化在教育领域的合作关系，加强两国大学的双向沟通并确定合作关系。

### 网页
- Kenan Efendic. . Balkan Insight.   [2013-04-16]. （原始内容存档于2022-12-21） （英语）.
- (PDF). 中华人民共和国商务部: 19.   [2022-11-12]. （原始内容存档 (PDF)于2023-02-03）.
- . 中华人民共和国商务部.   [2022-11-12]. （原始内容存档于2022-12-20）.
- . 莫斯塔尔大学（英语：University of Mostar）.   [2022-01-27]. （原始内容存档于2022-12-21）.
- . 新浪财经.   [2008-01-10]. （原始内容存档于2022-12-21）.
- . 波黑外交部.   [2022-12-21]. （原始内容存档于2022-10-06） （波斯尼亚语）.
- . 经济复杂性研究中心.   [2022-11-08]. （原始内容存档于2022-12-21） （英语）.

### 新闻报道
- . 新华社.   [2022-08-01]. （原始内容存档于2022-12-22）.
- . 联合早报. 印度尼西亚通讯社.   [1994-02-12]. （原始内容存档于2023-01-16）.
- . 美联社.   [1993-06-17]. （原始内容存档于2023-03-13） （英语）.
- . 美联社.   [1994-01-11]. （原始内容存档于2022-12-21） （英语）.
- Aamir Latif. . 阿纳多卢通讯社.   [2020-11-05]. （原始内容存档于2022-12-21） （英语）.
- Baqir Sajjad Syed. . 黎明报 (卡拉奇: 黎明传媒集团（英语：Dawn Media Group）).   [2012-10-09]. （原始内容存档于2022-12-21） （英语）.
- . 卡拉奇新闻报.   [2020-11-04]. （原始内容存档于2022-12-21） （英语）.